# رومانا شرنكوفا
رومانا شرنكوفا مواليد 30 يونيو 1987 في فريدك-ميستك، التشيك، هي لاعبة كرة يد تشيكية تلعب كجناح أيسر. مثلت منتخب التشيك لكرة اليد للسيدات.

## سجل المنافسة
شاركت في البطولات التالية:
- بطولة العالم لكرة اليد للسيدات 2013
- بطولة أوروبا لكرة اليد للسيدات 2012

## روابط خارجية
- رومانا شرنكوفا على موقع الاتحاد الأوروبي لكرة اليد (الإنجليزية)